# Гербі Льюїс
Гербі Льюїс (англ. Herbie Lewis; нар. 17 квітня 1906, Калгарі — пом. 20 січня 1991) — канадський хокеїст, що грав на позиції крайнього нападника.
Член Зали слави хокею з 1989 року. Володар Кубка Стенлі. Провів понад 500 матчів у Національній хокейній лізі.

## Ігрова кар'єра
Хокейну кар'єру розпочав 1921 року.
Протягом професійної клубної ігрової кар'єри, що тривала 14 років, захищав кольори команд «Детройт Кугарс», «Детройт Фелконс», «Детройт Ред-Вінгс» та «Індіанаполіс Кепіталс».
Загалом провів 521 матч у НХЛ, включаючи 38 ігор плей-оф Кубка Стенлі.

## Нагороди та досягнення
- Володар Кубка Стенлі в складі «Детройт Ред-Вінгс» — 1937, 1939.

## Статистика
| Сезон        | Клуб                    | Ліга         | Регулярний сезон | Регулярний сезон | Регулярний сезон | Регулярний сезон | Регулярний сезон | Плей-оф | Плей-оф | Плей-оф | Плей-оф | Плей-оф |
| Сезон        | Клуб                    | Ліга         | І                | Г                | П                | О                | ШХ               | І       | Г       | П       | О       | ШХ      |
| ------------ | ----------------------- | ------------ | ---------------- | ---------------- | ---------------- | ---------------- | ---------------- | ------- | ------- | ------- | ------- | ------- |
| 1921–22      | Calgary Hustlers        | CCJHL        | —                | —                | —                | —                | —                | —       | —       | —       | —       | —       |
| 1921–22      | Calgary Hustlers        | МК           | —                | —                | —                | —                | —                | 6       | 5       | 1       | 6       | 2       |
| 1922–23      | «Калгарі Канадіанс»     | CCJHL        | 12               | 17               | 7                | 24               | 24               | —       | —       | —       | —       | —       |
| 1922–23      | «Калгарі Канадіанс»     | МК           | —                | —                | —                | —                | —                | 4       | 5       | 4       | 9       | 8       |
| 1923–24      | «Калгарі Канадіанс»     | CCJHL        | —                | —                | —                | —                | —                | —       | —       | —       | —       | —       |
| 1923–24      | «Калгарі Канадіанс»     | МК           | —                | —                | —                | —                | —                | 7       | 12      | 8       | 20      | 13      |
| 1924–25      | «Дулут Горнетс»         | USAHA        | 40               | 9                | 0                | 9                | —                | —       | —       | —       | —       | —       |
| 1925–26      | «Дулут Горнетс»         | ЦХЛ          | 39               | 17               | 11               | 28               | 52               | 8       | 3       | 1       | 4       | 8       |
| 1926–27      | «Дулут Горнетс»         | АХА          | 37               | 18               | 6                | 24               | 52               | 3       | 1       | 0       | 1       | 2       |
| 1927–28      | «Дулут Горнетс»         | АХА          | 40               | 14               | 5                | 19               | 56               | 5       | 0       | 0       | 0       | 8       |
| 1928–29      | «Детройт Кугарс»        | НХЛ          | 36               | 9                | 5                | 14               | 33               | —       | —       | —       | —       | —       |
| 1929–30      | «Детройт Кугарс»        | НХЛ          | 44               | 20               | 11               | 31               | 36               | —       | —       | —       | —       | —       |
| 1930–31      | «Детройт Фелконс»       | НХЛ          | 43               | 15               | 6                | 21               | 38               | —       | —       | —       | —       | —       |
| 1931–32      | «Детройт Фелконс»       | НХЛ          | 48               | 5                | 14               | 19               | 21               | 2       | 0       | 0       | 0       | 0       |
| 1932–33      | «Детройт Ред-Вінгс»     | НХЛ          | 48               | 20               | 14               | 34               | 20               | 4       | 1       | 0       | 1       | 0       |
| 1933–34      | «Детройт Ред-Вінгс»     | НХЛ          | 43               | 16               | 15               | 31               | 15               | 9       | 5       | 2       | 7       | 2       |
| 1934–35      | «Детройт Ред-Вінгс»     | НХЛ          | 47               | 16               | 27               | 43               | 26               | —       | —       | —       | —       | —       |
| 1935–36      | «Детройт Ред-Вінгс»     | НХЛ          | 45               | 14               | 23               | 37               | 25               | 7       | 2       | 3       | 5       | 0       |
| 1936–37      | «Детройт Ред-Вінгс»     | НХЛ          | 45               | 14               | 18               | 32               | 14               | 10      | 4       | 3       | 7       | 4       |
| 1937–38      | «Детройт Ред-Вінгс»     | НХЛ          | 42               | 13               | 18               | 31               | 12               | —       | —       | —       | —       | —       |
| 1938–39      | «Детройт Ред-Вінгс»     | НХЛ          | 42               | 6                | 10               | 16               | 8                | 6       | 1       | 2       | 3       | 0       |
| 1939–40      | «Індіанаполіс Кепіталс» | IAHL         | 26               | 1                | 6                | 7                | 6                | 3       | 1       | 2       | 3       | 0       |
| 1940–41      | «Індіанаполіс Кепіталс» | АХЛ          | 2                | 1                | 0                | 1                | 0                | —       | —       | —       | —       | —       |
| Усього в НХЛ | Усього в НХЛ            | Усього в НХЛ | 483              | 148              | 161              | 309              | 248              | 38      | 13      | 10      | 23      | 6       |